# Them-Nørre Snede-Brædstrup Provsti
Them-Nørre Snede-Brædstrup Provsti var indtil 2007 et provsti i Århus Stift.  Provstiet lå i Brædstrup Kommune, Nørre-Snede Kommune og Them Kommune. Sognene indgår nu i  Silkeborg Provsti, Horsens Provsti i Århus Stift   og Ikast-Brande Provsti
i Viborg Stift.
Them-Nørre Snede-Brædstrup Provsti bestod af flg. sogne:
- Bryrup Sogn
- Brædstrup Sogn (indtil 2005 Ring Sogn)
- Ejstrup Sogn
- Føvling Sogn
- Gludsted Kirkedistrikt
- Grædstrup Sogn
- Hampen Kirkedistrikt
- Klovborg Sogn
- Nim Sogn
- Nørre Snede Sogn
- Sønder Vissing Sogn
- Them Sogn
- Træden Sogn
- Tyrsting Sogn
- Tønning Sogn
- Underup Sogn
- Vinding Sogn
- Voerladegård  Sogn
- Vrads Sogn